# Nancy Landon Kassebaum

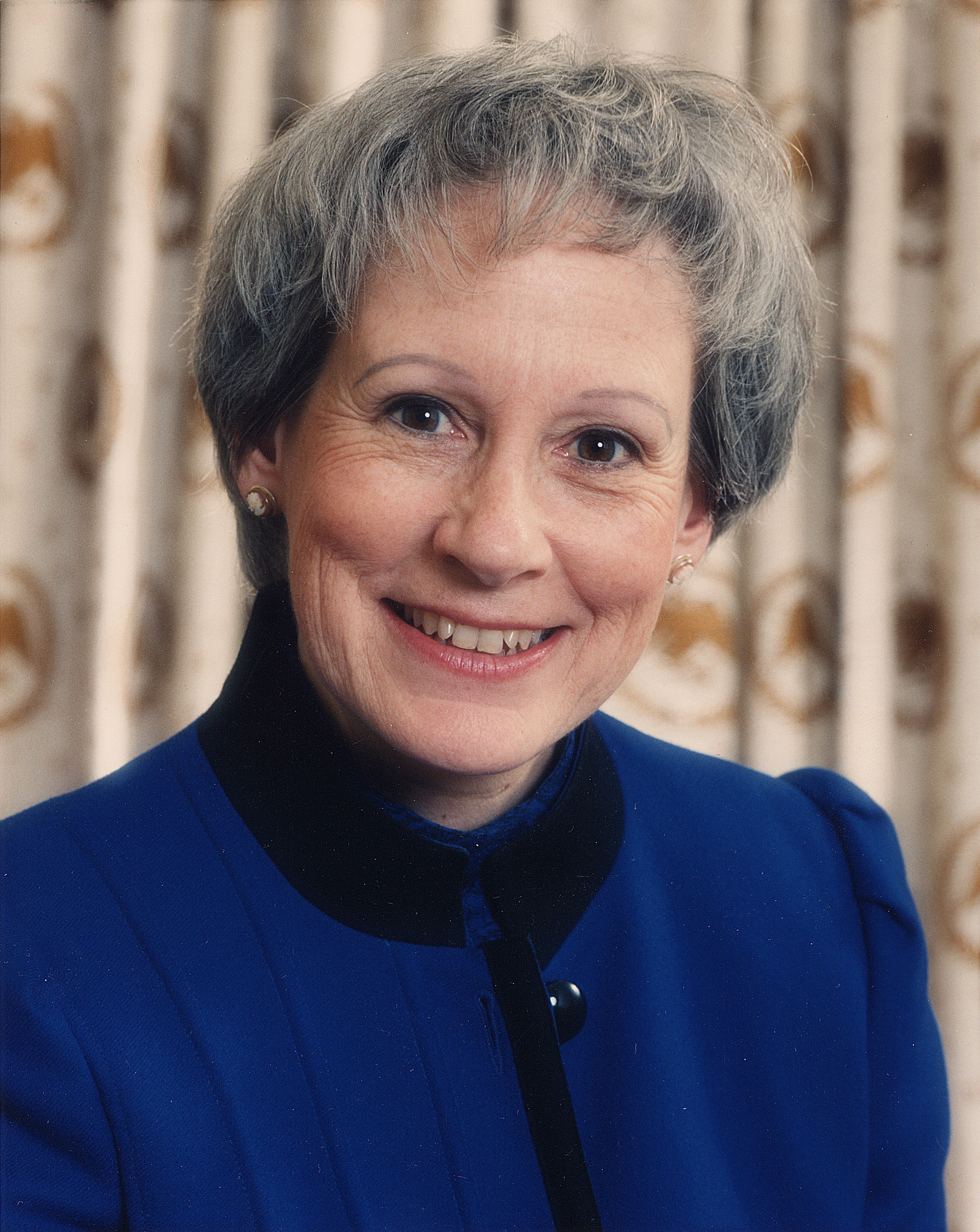
Nancy Landon Kassebaum

Nancy Landon Kassebaum Baker (* 29. Juli 1932 in Topeka, Kansas) ist eine ehemalige US-amerikanische Politikerin (Republikanische Partei), die den Bundesstaat Kansas im US-Senat vertrat.
Nancy Landon ist die Tochter von Alf Landon, der von 1933 bis 1937 als Gouverneur von Kansas amtierte und bei der Präsidentschaftswahl 1936 der republikanische Gegenkandidat von Amtsinhaber Franklin D. Roosevelt war. Nach ihrer Schulausbildung in Topeka besuchte sie die University of Kansas und machte dort 1954 ihren Abschluss. Danach erwarb sie 1956 einen Master in Politikgeschichte an der University of Michigan.
In der Folge war Nancy Landon Kassebaum, die diesen Namen seit der Heirat mit Philip Kassebaum 1956 trug, in leitender Funktion bei einem Radiosender in Wichita tätig. Von 1975 bis 1976 gehörte sie dann der Ethikkommission der Staatsregierung an; zudem saß sie bis 1979 im Humanities-Ausschuss von Kansas. Diese Tätigkeit gab sie auf, nachdem sie als erste Frau aus Kansas in den US-Senat gewählt worden war. Zuvor hatte sie sich gegen acht republikanische Mitbewerber als Nachfolgerin des nicht mehr kandidierenden James B. Pearson durchgesetzt. Bei der Senatswahl besiegte sie den Demokraten William R. Roy.
In den Jahren 1984 und 1990 wurde Nancy Landon Kassebaum jeweils bestätigt, ehe sie 1996 nicht mehr antrat. Im Senat machte sie sich besonders mit Gesetzesentwürfen zur Gesundheitsfürsorge einen Namen, wobei sie vom demokratischen Senator Edward Kennedy unterstützt wurde. Zeitweise war sie Ausschussvorsitzende des Committee on Labor and Human Resources.
1996 wurde sie zum Mitglied der American Philosophical Society gewählt.
Von 1996 bis zu seinem Tod, im Juni 2014, war sie mit Howard Baker, einem ehemaligen US-Senator aus Tennessee, verheiratet. Bill Kassebaum, ihr Sohn aus erster Ehe, wurde ebenfalls Politiker und saß im Repräsentantenhaus von Kansas; ihr zweiter Sohn Richard starb im August 2008 an einem Hirntumor.